# 原万紀子
原 万紀子（はら まきこ、1980年10月4日 - ）は、日本のポールダンサー、タレント。所属事務所は吉本興業を経て、mammal合同会社。東京都出身。

## 略歴
高校生時の1997年にテイ・トウワプロデュースによる今田耕司とのユニット「KOJI12000」でCDデビュー。2001年にオープンしたルミネtheよしもとで吉本新喜劇に出演。ルミネtheよしもと7周年キャンペーン企画のよしもとグラビアエージェンシー1期生。新木場ageHaなどでのポールダンサーとして活動。
2010年から2019年にかけて、ポールダンサーとして活動しながらドイツのベルリンに語学留学し、スペインのイビサに移住。2019年に日本に帰国。

## 出演

### レギュラー番組
- ヨシモト∞土曜(2部)『ADORIBU武道会』(不定期)（ヨシモトファンダンゴTV）
- 東京吉本新喜劇（ヨシモトファンダンゴTV）

### 過去の出演番組
- ギャク輸入!月刊吉本新喜劇（朝日放送）
- よしもっとワイド（ヨシモトファンダンゴTV）
- THE 夜もヒッパレ（NTV）
- marble（NTV）
- 惑星☆beau beau（ANB）
- 伝説の教師（生徒カオル役）（NTV）
- 踊る!ほっとけさん（ANB）
- BONITA（スペースシャワーTV）
- 木村web堂（ヨシモトファンダンゴTV）
- おかわり飯蔵（第2話、テレビ司会者役）(テレビ東京)
- キャナガワ（テレビ神奈川）
- 連続ドラマ小説 木下部長とボク（第6話、高級クラブのホステス役）（YTV）
- 示談交渉人 ゴタ消し（第4話、雑貨屋の店員役）（YTV）

### ラジオ
- オレたち×××やってまーす（MBSラジオ）

## CD
- DUET!!（1997年11月27日、アカシック） - KOJI12000のメンバーとして
- 小さなハッピーあげましょ（2008年7月30日、よしもとアール・アンド・シー） - YGAのメンバーとして